# Brides of Destruction
Brides of Destruction fue una banda norteamericana de heavy metal formada en Los Ángeles, California en el año 2002. La última alineación de la agrupación consistió en el cantante London LeGrand, el guitarrista Tracii Guns y el baterista Scot Coogan. También hicieron parte de la banda previamente los músicos Nikki Sixx (bajo), Kris Kohls (batería), Adam Hamilton (teclados), John Corabi (guitarra), Scott Sorry (bajo) y Ginger (guitarra). Grabaron dos álbumes de estudio, Here Come the Brides (2004) y Runaway Brides (2005), antes de separarse.

## Discografía
- Here Come the Brides (2004)
- Runaway Brides (2005)

## Músicos
- Tracii Guns – guitarra (2002–2006)
- London LeGrand – voz (2002–2006)
- Nikki Sixx – bajo (2002–2004)
- Kris Kohls – percusión (2002–2003)
- Adam Hamilton – teclados (2002)
- John Corabi – guitarra (2002–2003)
- Scot Coogan – percusión (2003–2006)
- Scott Sorry – bajo (2005)
- Ginger – guitarra (2005)